# Раймон Гуталс
Раймон Гуталс (фр. Raymond Goethals, 7 жовтня 1921, Форе — 6 грудня 2004, Брюссель) — бельгійський футболіст, що грав на позиції воротаря. По завершенні ігрової кар'єри — тренер. Привів «Марсель» до перемоги у фіналі Ліги чемпіонів 1993 року, ставши першим тренером, який виграв цей трофей з французьким клубом. Також вигравав низку трофеїв з бельгійськими грандами «Стандардом» (Льєж) та «Андерлехтом».

## Ігрова кар'єра
Народився 7 жовтня 1921 року в місті Форе. Гуталс почав свою кар'єру воротаря в клубі «Дарінг» (Брюссель), пройшовши школу молодіжного клубу, він прийшов в першу команду в 1939 році. Десять років по тому він перейшов в «Моленбек», де залишався до 1952 року. Після періоду виступів в «Ронсе», він став граючим тренером «Аннютуаса», де і завершив ігрову кар'єру.

## Кар'єра тренера

### Початок роботи
Після роботи в «Аннютуасі», він працював з клубом «Стад Вареммьєн», а пізніше вивів «Сент-Трюйден» на друге місце в бельгійському першому дивізіоні в 1966 році.

### Збірна Бельгії
1966 року Гуталс став асистентом головного тренера збірної Бельгії Константа Ванден Стока, а у 1968 році, після його звільнення, став головним тренером. Зі збірною він домігся успіху у кваліфікації на Чемпіонат світу з футболу 1970 у Мексиці, проте на турнірі збірна не вийшла з групи. Через два роки Бельгія вийшла на чемпіонат Європи 1972 року, вибивши у кваліфікації чинних чемпіонів, збірну Італії, але програвши у півфіналі майбутнім чемпіонам турніру, Німеччині, вони перемогли Угорщину у матчі за третє місце. Тоді Гуталс домігся найбільшого успіху як тренер національної збірної.
Крім того, він дуже пишався тим, що в Бельгії провів зі збірною Нідерландів сухі нічиї в обох зустрічах в 1974 році у кваліфікації на Чемпіонат світу з футболу 1974. Проте Бельгія завершила відбірковий етап, програвши Нідерландам за різницею забитих і пропущених та на мундіаль не пробилась. Однак Раймон залишився у збірній для кваліфікації на чемпіонат Європи 1976 року в Югославії. Ставши переможцем у групі із Францією, Східною Німеччиною та Ісландією, до плей-оф Бельгія знову потрапила на нідерландську команду. Бельгія програла перший матч у Де Кейпі 0:5. Історична поразка змусила Гуталса потрапити під великий вогонь критики. Він замінив непридатного воротаря Крістіана Піота на молодого таланта Жана-Марі Пфаффа, який згодом став легендою бельгійського футболу. Утім і другий матч Бельгія програла 1:2, не пробившись на турнір, після чого Раймон покинув збірну.

### Повернення в клубний футбол
У 1976 році він приєднався до «Андерлехта» як тренер. У своєму першому сезоні «Андерлехт» вийшов у фінал Кубка володарів кубків, де програв «Гамбургу», але виграв трофей наступного року завдяки перемозі над «Аустрією». Після роботи у Франції з «Бордо» та у Бразилії з «Сан-Паулу» Гуталс повернувся до Бельгії, щоб тренувати льєзький «Стандард». «Стандард» став чемпіоном Бельгії в 1982 і 1983 роках, також вони досягли фіналу Кубка кубків у 1982 році, але програли «Барселоні», яка мала значну перевагу у тому, що фінал проводився на їх рідному стадіоні, «Камп Ноу».

### Суперечки та повернення в «Андерлехт»
Чемпіонство «Стандарда» в 1982 році стало предметом серйозних розбіжностей в 1984 році. Ходили чутки, що Гуталс підкупив гравців «Генка» перед зустріччю команд у фінальному матчі сезону, з тим, щоб забезпечити чемпіонство «Стандарду» і бути впевненим, що жоден з його гравців не буде в лазареті через травму перед фіналом проти «Барселони». Гуталс був змушений піти у відставку внаслідок скандалу, він переїхав у Португалію, щоб тренувати «Віторію». Потім він повернувся до Бельгії, щоб тренувати «Расінг Жет» до другого приходу в «Андерлехт», з яким він двічі виграв Кубок Бельгії в 1988 і 1989 роках. «Бордо» знову підписало Гуталса, і вони вийшли на друге місце в чемпіонаті Франції у 1989-90 роках, поступившись «Марселю». Наближаючись до 70-річного ювілею, Гуталс не знав, що його найбільший тріумф як тренера був ще попереду.

### «Марсель»
У 1990 році Гуталс був призначений тренером «Марселя» і було доручено зробити акцент на Кубок чемпіонів. У свій перший сезон, клуб ледь не переміг, програвши по пенальті команді «Црвена Звезда». Здібності Гуталса не піддавалися сумнівам, він був визнаний найкращим європейським тренером 1991 року. У 1993 році «Марсель» знову досяг фіналу Ліги чемпіонів, де переміг фаворитів, «Мілан», з мінімальним рахунком, єдиний гол забив Базіль Болі. Домігшись своєї головної мети в «Марселі», Гуталс покинув клуб.
«Марсель» пізніше позбавили титулу чемпіона Франції 1993 року, коли з'ясувалося, що трьом гравцям «Валансьєна» були запропоновані гроші за програш у вирішальному матчі проти «Марселя». Клубу також було заборонено захищати свій титул володаря Кубка чемпіонів, клуб був покараний вильотом у французький другий дивізіон.

### Відхід на пенсію
Гуталс закінчив тренерську кар'єру з «Андерлехтом» у сезоні 1995/96, але він залишався потрібним як телевізійний аналітик за своє розуміння футболу. Він помер від раку кишечника у віці 83 років. У 2005 році, після смерті, йому було присуджено 38-те місце в списку 100 найвизначніших бельгійців. Трибуна № 2 на домашньому стадіоні «Брюсселя», «Едмон Махтенс» була названий на честь Гуталса в кінці 2005 року.

## Титули і досягнення

### Як тренера
- Чемпіон Бельгії (3):

«Стандард» (Льєж): 1981–82, 1982–83
«Андерлехт»: 1993–94
- Володар Кубка Бельгії (1):

«Стандард» (Льєж): 1980–81
- Володар Суперкубка Бельгії (2):

«Стандард» (Льєж): 1981, 1983
- Чемпіон Франції (2):

«Марсель»: 1990–91, 1991–92 (+ 1992–93 відібрано) 
- Володар Суперкубка Європи (2):

«Андерлехт»: 1976, 1978
- Володар Кубка Кубків УЄФА (1):

«Андерлехт»: 1977–78
- Переможець Ліги чемпіонів УЄФА (1):

«Марсель»: 1992–93

### Особисті
- Золота лава: 1990—1991
- Найкращий тренер в історії футболу — 47 місце (France Football): 2019[8][9][10]

## Особисте життя
Він носив прізвисько «Raymond-la-science» (співзвучне з прізвиськом «Raymond-the-Science», яке раніше належало бельгійському анархісту і члена банди «Бонно», Раймону Каллеміну), «le sorcier» («Майстер») або «le magicien» («Маг»), Гуталс був відомий своєю манерою говорити, звичкою неправильної вимови імен гравців і помітним брюссельським акцентом. Завзятий курець, він був схожий на телевізійного поліцейського детектива, лейтенанта Коломбо. Він був батьком відомого судді Гі Гуталса, який судив фінал Євро-1996.